# Leipoa
Leipoa es un género de aves constructoras de montículos pertenecientes a la familia Megapodiidae. Solo contiene a dos especies, ambas endémicas de Australia, una de las cuales, L. gallinacea, está extinta en la actualidad.

## Especies
- Leipoa ocellata Gould, 1840 – Talégalo leipoa
- †Leipoa gallinacea (De Vis, 1888) – Talégalo gigante